# Orobanche ramosa subsp. mutelii
Orobanche ramosa subsp. mutelii é uma subespécie de planta com flor pertencente à família Orobanchaceae. 
A autoridade científica da subespécie é (F.W.Schultz) Cout., tendo sido publicada em A Flora de Portugal 566. 1913.

## Portugal
Trata-se de uma subespécie presente no território português, nomeadamente em Portugal Continental.
Em termos de naturalidade é nativa da região atrás indicada.

## Protecção
Não se encontra protegida por legislação portuguesa ou da Comunidade Europeia.